# Instructions nautiques
Les instructions nautiques sont des documents officiels, publiés par les services hydrographiques (SHOM pour la France), à destination des navigateurs qui fréquentent les zones maritimes et les ports sous la responsabilité de ces services.
Les instructions nautiques contiennent en principe toutes les informations nécessaires au navigateur, comme :
- description physique de la zone de navigation
- description océanographique et météorologique (courants, vents, vagues, régimes météorologiques, variations saisonnières, risques de tempêtes, cyclones, etc.)
- principales routes de navigation
- description des dispositifs de séparation du trafic
- balisage principal
- accès aux ports et abris
- formalités diverses pour accéder aux ports
- règlementation
- etc.

Les instructions nautiques doivent être utilisées en complément des cartes marines officielles, et des livres des feux (qui recensent et décrivent le balisage lumineux et ses caractéristiques).
A priori destinées à tous les navigateurs, les instructions nautiques sont dans la pratique plutôt orientées vers la satisfaction des besoins de la navigation de commerce plus que la plaisance.